# Nertan Macêdo
Nertam Macêdo (Crato, 20 de maio de 1929 — Rio de Janeiro, 30 de agosto de 1989) é um escritor brasileiro.
É filho de Júlio Teixeira de Alcântara e Corina Macedo de Alcântara e irmão de Denizard Macêdo, escritor e jornalista, redator do Diário de Pernambuco, Jornal do Commercio e O Jornal.
Ocupou a cadeira número 17 do Instituto Cultural do Cariri.

## Obras
- Caderno de Poesia. Editora A Noite, Rio de Janeiro, 1949.
- Aspectos do Congresso Brasileiro. Editora O Cruzeiro, Rio de Janeiro, 1956.
- Cancioneiro de Lampião. Leitura, Rio de Janeiro, 1959, 1ª ed.
- Rosário, Rifle e Punhal. Leitura, Rio de Janeiro, 19601ª ed.
- O Padre e a Beata. Leitura, Rio de Janeiro, 1961, 1ª ed.
- Capitão Virgulíno Ferreira Lampião. Leitura, Rio de Janeiro, 1962, 1ª ed.
- A Morte de Lampião - in Cadernos Brasileiros #3 1962
- Memorial de Vilanova. Edições O Cruzeiro, Rio de Janeiro, 1964.
- O Clã dos Inhamuns. Editora Comédia Cearense, Fortaleza, 1965, 1ª ed. Editora A Fortaleza, Fortaleza, Ceará, 1967, 2ª ed.
- O Bacamarte dos Mourões. Editora Instituto do Ceará, Fortaleza, Ceará, 1966.
- O Clã de Santa Quitéria. Gráfica O Cruzeiro, Rio de Janeiro, 1967.
- Floro Bartolomeu – o caudilho dos Beatos e Cangaceiros. Agências Jornalística Image, Rio de Janeiro, 1970.
- Antônio Conselheiro. Gráfica Record Editora, Rio de Janeiro, 1969.
- Cinco Históricas Sangrentas de Lampião e Mais Cinco Histórias Sangrentas de Lampião. Editora Monterrey, 2 vols., Rio de Janeiro, 1970.
- Dois Poetas Pernambucanos. Imprensa Universitária, Recife, 1967.
- Lampião - Capitão Virgulino Ferreira. Editora. Renes, Rio de Janeiro, 1962, 1ª ed.
- Sinhô Pereira - O comandante de Lampião. Editora. Renes, Rio de Janeiro, 1975,1ª ed.